# Sedanau Timur
Sedanau Timur is een bestuurslaag in het regentschap Natuna van de provincie Riau-archipel, Indonesië. Sedanau Timur telt 304 inwoners (volkstelling 2010).